# Cambefortantus ankaratrae
Cambefortantus ankaratrae är en skalbaggsart som beskrevs av Renaud Maurice Adrien Paulian 1975. Cambefortantus ankaratrae ingår i släktet Cambefortantus och familjen bladhorningar. Inga underarter finns listade.